# The Kushner-Locke Company
The Kushner-Locke Company era una casa di produzione cinematografica e televisiva indipendente statunitense fondata nel 12 marzo 1983 da Donald Kushner e Peter Locke.
È nota per film come Le straordinarie avventure di Pinocchio, Liberace: Behind the Music, Basil, Gonne al bivio, Confessioni di una mente pericolosa, Freeway - No Exit, Nutcracker e Voglia di vincere. Kushner-Locke ha prodotto anche film d'animazione come Le avventure del piccolo tostapane e Pound Puppies and the Legend of Big Paw.
Nel 2001, la Kushner-Locke ha presentato istanza di fallimento e da allora ha operato sotto questa statura. Nel novembre dello stesso anno, l'Artisan Entertainment (ora di proprietà della Lions Gate Entertainment) ha acquisito i diritti di vendita nel Nord America per i suoi oltre 300 titoli.

## Produzioni
- Automan (Automan) (1983–1984) Serie TV
- Scuola di football (1st & Ten) (1984–1991) Serie TV
- Divorce Court (1984–1993) Serie TV
- The Investigators (1984) Serie TV
- Maple Town - Un nido di simpatia (Maple Town monogatari) (1986–1987) Serie TV d'animazione
- Teen Wolf - Voglia di vincere (Teen Wolf) (1986–1988) Serie TV d'animazione
- Nutcracker (1986)
- Le avventure del piccolo tostapane (The Brave Little Toaster) (1987)
- Capitan Dick (Spiral Zone) (1987) Serie TV d'animazione